# Jörn Henrich
Jörn Henrich (* 1968) ist ein deutscher Philosoph und Privatdozent für Wissenschaftsgeschichte an der TU Berlin. 

## Leben
Henrich war von 2011 bis 2017 Mitarbeiter im Studium generale an der Universität Mainz. Seine Arbeitsschwerpunkte liegen in der Geschichte wissenschaftlicher Disziplinen, dem Verhältnis von Wissenschaft und Philosophie, der Interdisziplinarität und den Wissenschaftskulturen im globalen Vergleich.
Henrich war ferner von 2005 bis 2009 Mitglied der Jazzband des Auswärtigen Amts und gab Konzerte im In- und Ausland, unter anderem mit Wolfgang Lackerschmidt, Hendrik Meurkens, John C. Marshall, Jean-Pierre Froehly, Gregory Gaynair, Ekkehard Wölk, Olga Voichenko, Giorgio Crobu, Alexej Chizhik, Martin Weiss und anderen. Wichtigste Spielstätten waren die Tonhalle Düsseldorf, die Philharmonien in Donezk und St. Petersburg, das dortige Marinksi Theater, Jazzfestival Jazz au Chellah / Marokko.

## Werke
- 2018: Studium generale oder der Blick über den Tellerrand, Berliner Wissenschaftsverlag, ISBN 978-3-8305-3864-6
- 2010: Die Fixierung des modernen Wissenschaftsideals durch Laplace, Akad.-Verl., ISBN 978-3-05-004663-1
- 2000: Die Metaphysik Theophrasts, Saur, ISBN 3-598-77688-8

- 2017: Ekkehard Wölk Trio Another Kind of Faith, Nabel Records